# W (잡지)
W는 1972년 Women's Wear Daily(WWD)의 발행인인 James Brady에 의해 WWD에서 격주로 발행되는 스핀오프 신문으로 만들어졌다. 이후 1993년 패션잡지로 창간되었고, 2000년에 콘데 나스트가 원래 소유자인 Fairchild Publications로부터 인수하였다.

## 더블유 코리아 (W Korea)
더블유 코리아는 두산매거진이 2005년 3월에 창간한 패션 라이프스타일 잡지로 콘데 나스트에서 발행 중인 W의 한국 라이선스판이다. 패션, 뷰티, 엔터테인먼트, 리빙, 예술 등의 다양한 소재를 다룬다.